# العلاقات التاريخية بين الفينيقيين وممالك إسرائيل القديمة
العلاقات التاريخية بين الفينيقيين وممالك إسرائيل القديمة هي شبكة من التفاعلات السياسية والثقافية والدينية والتجارية التي ربطت شعوب المشرق القديم خلال الألفية الأولى قبل الميلاد، لا سيما منذ عهد الملك داود وحتى سقوط مملكة إسرائيل الشمالية. بدأت هذه العلاقات بتحالفات مع ملوك صور، مثل حيرام الأول، الذي زوّد داود وسليمان بالأخشاب والحرفيين لبناء القصر والهيكل في أورشليم. توثّقت الروابط عبر الزواج السياسي بين أخآب ملك إسرائيل وإيزابل الفينيقية، مما أدّى إلى تداخل ديني وثقافي بين الشعبين. كما ساهم القرب اللغوي والتبني المشترك للأبجدية الكنعانية في تعزيز التواصل. وتؤكّد الأدلة الأثرية والنقوش الآشورية هذه التبادلات، وتُظهر عمق التأثيرات المتبادلة في مجالات العمارة والفن والعبادة والاقتصاد، مما يجعل هذه العلاقات نموذجًا معقدًا للتفاعل الإقليمي في العصر الحديدي.

## بدايات الاتصال والتعاون المعماري

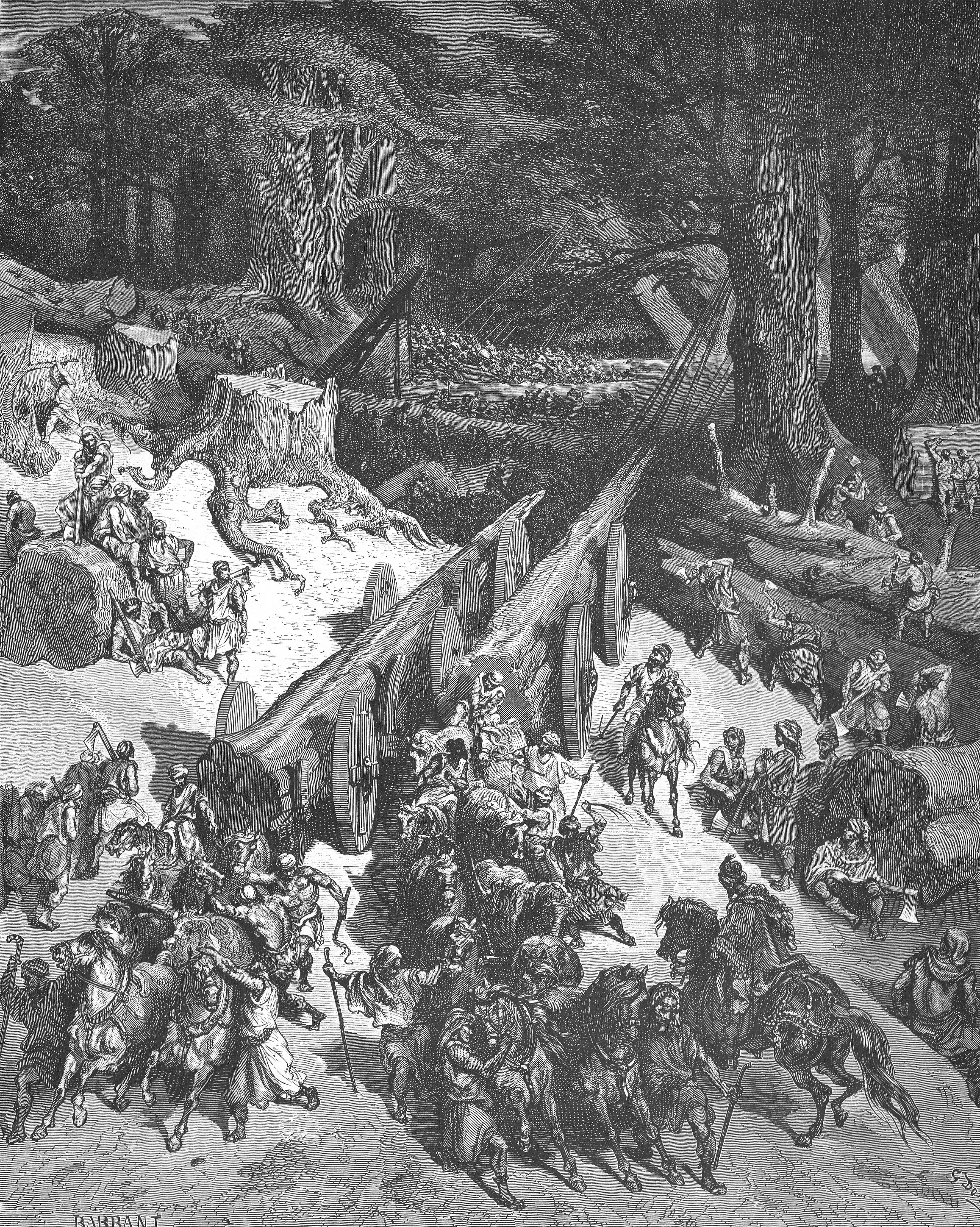
قطع الأرز اللبناني لبناء هيكل سليمان

تمتد بدايات العلاقات بين ممالك إسرائيل القديمة والفينيقيين إلى عهد الملك داود في القرن العاشر قبل الميلاد. تروي المصادر التاريخية أن ملك صور حيرام الأول أقام تحالفًا وديًا مع الملك داود، حيث أمدّه بأخشاب الأرز وبنّائين مهرة لبناء قصره في أورشليم.
شكّل هذا التعاون المبكر شراكة استراتيجية تعود بالنفع على الطرفين؛ فالإسرائيليون احتاجوا إلى مواد البناء الجيدة والصنعة الفينيقية الماهرة، في حين كسبت صور حليفًا قويًا يضمن لها الاستقرار السياسي وتأمين الموارد الزراعية من الداخل. وقد مهدت هذه الصداقة الطريق للتعاون الأكبر في عهد سليمان بن داود. فعندما شرع الملك سليمان ببناء الهيكل الأول في القدس (حوالي القرن 10 ق.م)، استعان بحيرام ملك صور مجددًا. يذكر سفر الملوك الأول أن حيرام زوّد سليمان بأخشاب الأرز من لبنان وبالحرفيين والبنّائين المهرة لبناء الهيكل. وتشير دراسات معمارية حديثة إلى أن تصميم هيكل سليمان ذاته حمل سمات العمارة السورية الفينيقية، مما يدل على تأثير المخططين والبنائين الفينيقيين في المشروع. بالمقابل، قدّم سليمان لحيرام كميات كبيرة من القمح وزيت الزيتون سنويًا، بل وقيل إنه تنازل له عن بعض المدن في منطقة الجليل الغربي كتسوية تجارية. وتؤكد الأدلة التاريخية أن هذه التبادلات كانت جزءًا من معاهدة رسمية بين المملكتين، شملت أيضًا تعاونًا بحريًا فريدًا؛ حيث قام أسطول مشترك من إسرائيل وصور برحلات بحرية تجارية بعيدة إلى أوفير لجلب الذهب والمواد النفيسة، مستفيدًا من خبرة الفينيقيين البحرية مقابل مشاركة الإسرائيليين بالموارد. وهكذا مثّل بناء الهيكل وتحالف سليمان وحيرام مرحلة مبكرة محورية من التفاعل البنّاء بين إسرائيل والفينيقيين، أساسها المنفعة المتبادلة والاحترام المتبادل لقدرات كل طرف.

## التحالفات السياسية والعسكرية

هيكل سليمان

شهد القرن التاسع قبل الميلاد توطيدًا للعلاقات السياسية بين مملكة إسرائيل ومدن فينيقية، تجلّى في تحالفات أسرية وعسكرية. أبرز تلك التحالفات كان زواج ملك إسرائيل أخآب بن عمري من الأميرة إيزابل بنت إيثبعل ملك صيدون حوالي عام 872 ق.م. وتشير الروايات التاريخية إلى أن هذا الزواج الملكي لم يكن مجرد ارتباط أسري، بل كان خطوة استراتيجية لمواجهة أخطار مشتركة. فمع تصاعد تهديد مملكة آرام دمشق المجاورة والامتداد المتنامي لنفوذ الإمبراطورية الآشورية، سعى أخآب لتأمين حليف قوي على ساحل البحر المتوسط. وهكذا أبرم معاهدة مع إيثبعل (الذي كان ملكًا على صور وصيدون معًا) توّجت بالمصاهرة.

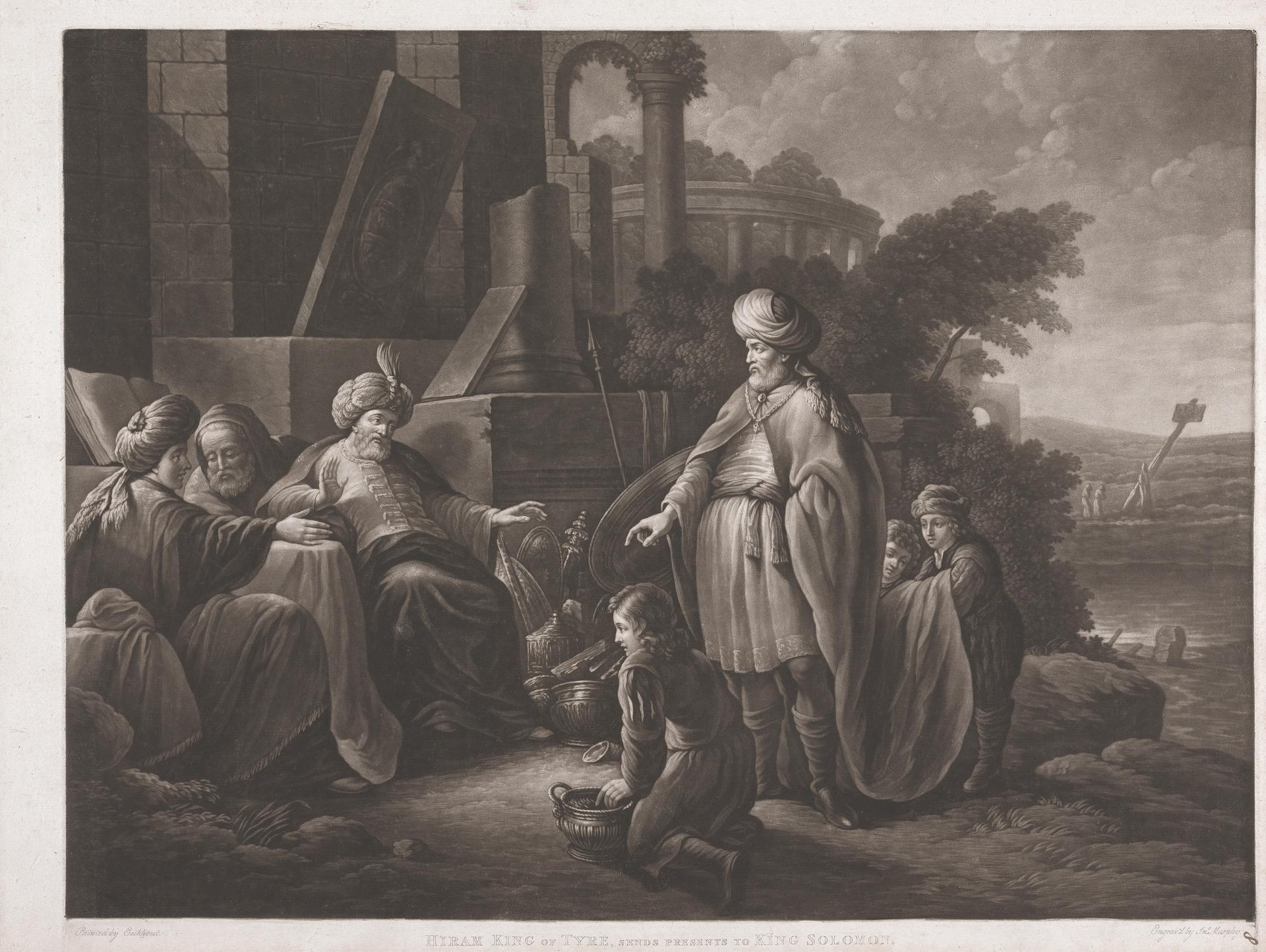
حيرام ملك صور يرسل هدايا إلى الملك سليمان

انتقلت إيزابل إلى العاصمة السامرية حاملة معها تأثيرات ثقافتها الفينيقية، وأصبحت ملكة على إسرائيل. ووفقًا للمصادر، لم يتأخر تأثير هذا التحالف في الظهور؛ فقد أدخلت إيزابل معها عبادة الإلهين الفينيقيين بعل وعشتروت إلى البلاط الإسرائيلي، وأقنعت زوجها على بناء معبد لبعل في السامرة، مما يعكس امتداد النفوذ الديني الفينيقي داخل إسرائيل.
سياسياً، استفادت إسرائيل من هذا التحالف عبر تقوية العلاقات التجارية مع مدن الساحل وزيادة تدفق السلع الفينيقية الفاخرة إلى موانئها. وربما شاركت قوات فينيقية إلى جانب جيش أخآب في معارك إقليمية؛ إذ تذكر السجلات الآشورية (حول معركة قرقور عام 853 ق.م) أن أخآب انضم إلى تحالف ملوك شاميين ضد الملك الآشوري شلمنصر الثالث. ورغم أن صور وصيدون نفسهما لم ترد أسماؤهما ضمن قوات التحالف في قرقر، فإن مدنًا فينيقية شمالية (مثل أرواد) ساهمت بفرق عسكرية في تلك المواجهة إلى جانب إسرائيل.

ويُرجَّح أن ملك صور وصيدون آنذاك، إيثبعل، اختار سياسة مهادنة مع الآشوريين بدل الاشتباك، ربما حفاظًا على مصالح مدنه التجارية.

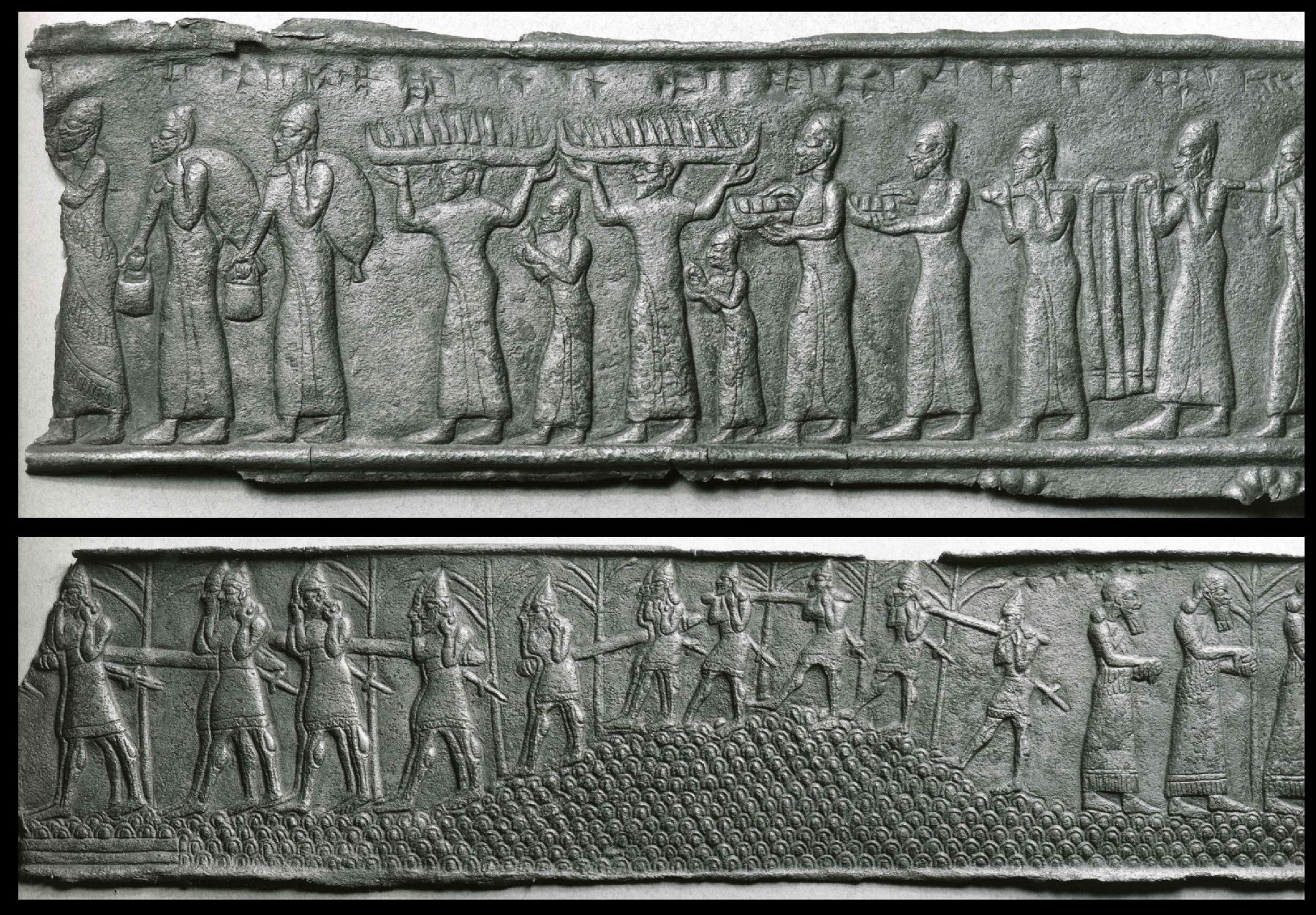
الحملات العسكرية للملك شلمنصر الثالث

في العقود اللاحقة، وبعد وفاة أخآب وإيزابل وثورة ياهو في إسرائيل، تراجعت حرارة التحالف مع الفينيقيين إثر القضاء على نفوذ أسرة عمري الفينيقية الهوى. لكن العلاقات التجارية والدبلوماسية استمرت بشكل متقطع. وعندما تمددت الإمبراطورية الآشورية غربًا في منتصف القرن التاسع ق.م. واجه كل من إسرائيل ومدن فينيقيا التهديد ذاته، مما دفعهما أحيانًا للتنسيق غير المباشر في دفع الجزية أو التفاوض مع الآشوريين.
وفي عام 841 ق.م تقريبًا، سجّل الملك الآشوري شلمنصر الثالث في نصوصه أنه تلقى جزية من يَاهو ملك إسرائيل ومن صور وصيدون معًا، حيث تم تسليم الجزية في مدينة صور الساحلية. هذا المشهد المؤكد بنقوش آشورية معاصرة يبرز الواقع السياسي آنذاك، إذ واجهت إسرائيل وفينيقيا مصيرًا مشتركًا تحت ضغط القوى العظمى، فاختارا السلامة بدفع الجزية جنبًا إلى جنب.
وبشكل عام، يمكن القول إن القرن التاسع ق.م اتسم بتحالفات وثيقة بين إسرائيل والفينيقيين عند مواجهة الأخطار المشتركة، وبتنافس هادئ أو انفصال تكتيكي حين تباينت مصالحهما أمام تلك الأخطار.

## الروابط اللغوية وتطور الأبجدية
على اليمين تابوت أشمون عازر الثاني من القرن الخامس ق.م نُقش عليه نص فينيقي، معروض في اللوفر.
تقع اللغة العبرية القديمة والفينيقية ضمن الفرع الكنعاني من اللغات السامية الشمالية الغربية، مما جعلهما متقاربتين للغاية في البنية والمفردات. يكشف علماء اللغات أنه بحلول عام 1000 ق.م تقريبًا، كانت العبرية والفينيقية قد تبلورتا كلغتين مميزتين لكنهما ظلتا تتشاركان في العديد من السمات اللغوية. وعلى سبيل المثال، استخدمت اللغتان أداة التعريف على شكل بادئة "הـ" (ها-) في العبرية والمقابلة لها في الفينيقية، بينما لم تكن الآرامية المجاورة تعرف هذه البادئة. كذلك تشترك العبرية والفينيقية في لفظ كلمة "ابن" بـ"بن" (Ben) مقارنة بلفظها الآرامي "بار"، وفي الضمير المنفصل للمتكلم "أنوكي" الذي يظهر بصيغة متطابقة تقريبًا في اللغتين. هذه التشابهات دفعت بعض الباحثين إلى اعتبار العبرية والفينيقية لهجتين محليتين ضمن طيف لغوي كنعاني واحد. وإلى جانب القرابة اللغوية، ورث العبرانيون عن الفينيقيين نظام الكتابة الأبجدي الذي أحدث ثورة في التواصل الكتابي آنذاك. لقد ابتكرت فينيقيا أحد أقدم الأبجديات المكونة من 22 حرفًا ساك
نًا، وانتشرت هذه الأبجدية سريعًا بين شعوب المنطقة. اعتمدت مملكة إسرائيل هذه الأبجدية الكنعانية في كتاباتها المبكرة؛ فـالأبجدية العبرية القديمة (الخط العبراني القديم) ليست سوى فرع إقليمي من الأبجدية الفينيقية. وتشير الدراسات الأثرية واللغوية إلى أن أقدم النقوش التي تعد عبرية لغة قد كُتبت بأحرف فينيقية الشكل قبل أن يتطور خط عبري مميز في القرن التاسع ق.م. ومن الأمثلة على ذلك نقش تقويم جازر الشهير (من القرن 10 ق.م) الذي عُثر عليه أيام الانتداب البريطاني علد فلسطين وهو مكتوب بحروف كنعانية قديمة لا تكاد تختلف عن حروف فينيقيا. وهكذا فإن الروابط اللغوية والكتابية الوثيقة سهّلت التفاهم والتبادل الثقافي بين الإسرائيليين والفينيقيين، حيث استطاع كتبة المملكتين قراءة رسائل بعضهم البعض دون عناء يذكر.
كما يُذكر في هذا السياق أن التواصل الكتابي كان قائمًا بين البلاطين؛ فالنص التوراتي يحفظ مراسلات بين حيرام وسليمان حول ترتيبات بناء الهيكل، ويشير المؤرخ اليهودي يوسيفوس فلافيوس ابن القرن الأول الميلادي إلى وجود أرشيفات ملكية فينيقية دوّنت أحداث تلك الفترة. وقد اقتبس يوسيفوس من كتابات مناندرس، وهو مؤرخ يوناني ألف كتابًا عن تاريخ صور نقلاً عن سجلات مدينة صور، ما يؤكد حكم حيرام الأول وتزامنه مع عهد سليمان. كل ذلك يدل على أن اللغة المشتركة نسبياً والأبجدية الموحدة كانت جسراً للتواصل والتوثيق بين المملكتين.

## الأدلة الأثرية والنصوصية على العلاقات

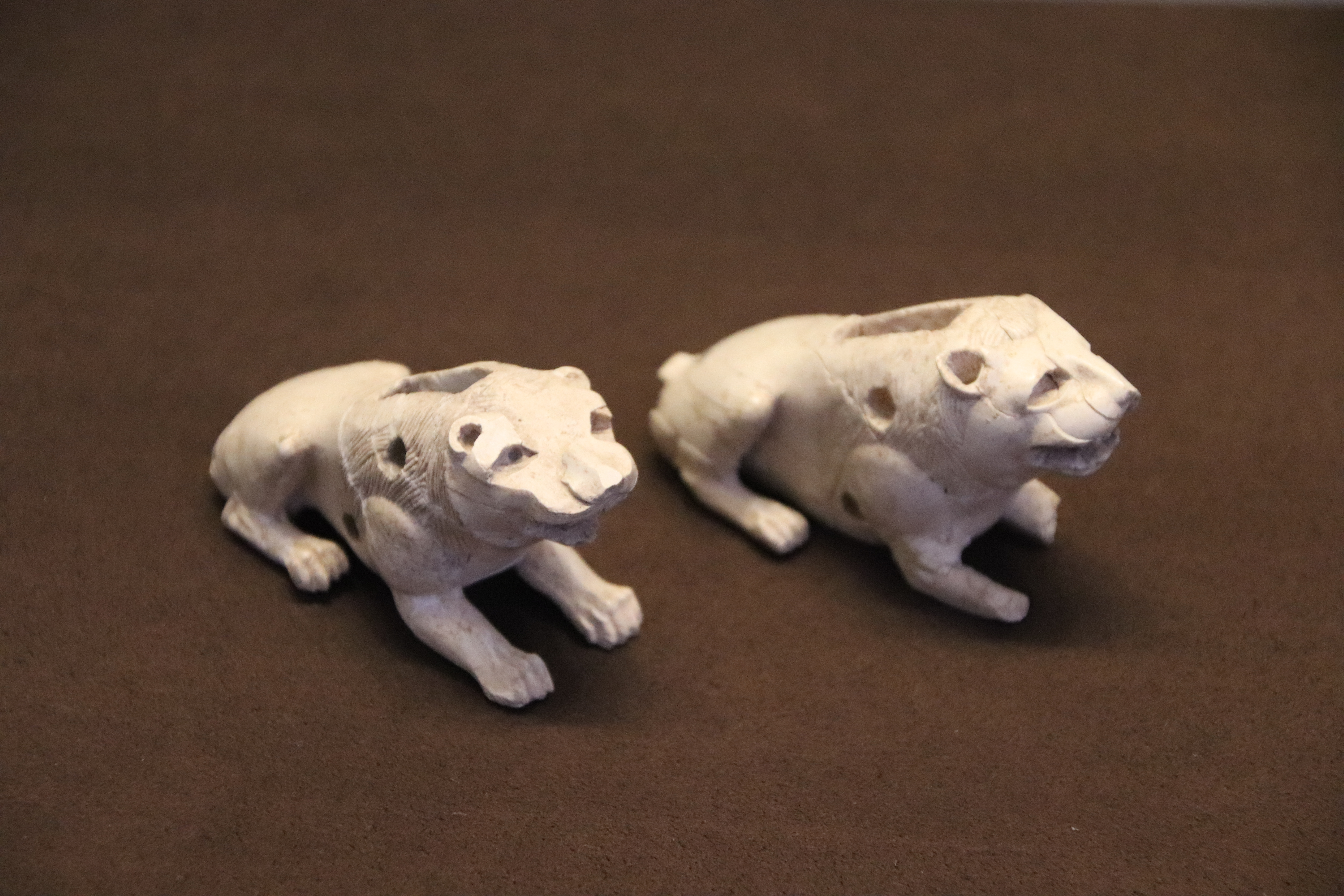
أسدان من العاج عُثِر عليهما في السامرة، عاصمة مملكة إسرائيل القديمة

عززت الاكتشافات الأثرية والنقوش خارج النصوص التوراتية فهمنا للعلاقات الإسرائيلية الفينيقية في العصور القديمة. ففي العاصمة السامرية (شومرون) التي أسسها الملك عمري وجعلها مقرًا لمملكة إسرائيل الشمالية، كشفت التنقيبات عن كنز من العاجيات المنحوتة الشهيرة بـ"عاجيات السامرة". عُثر على أكثر من 500 قطعة من زخارف العاج تعود للقرنين التاسع والثامن ق.م، كانت تزين الأثاث وجدران قصر عمري وابنه أخآب. تتميز تلك المنحوتات بدقة الصنع وجمال التصميم، وتصور مشاهد من الطبيعة وأشكالًا أسطورية بأسلوب فني راقٍ. يُجمِع الخبراء على أن هذه العاجيات إما صنعت بأيدي حرفيين فينيقيين استقدمهم ملوك إسرائيل، أو أنها تأثرت بعمق بالطراز الفني الفينيقي المنتشر آنذاك. تدعم هذه القطع الأثرية ما ورد في سجل الملوك عن بناء أخآب لـ"بيت العاج" في السامرة، كما تعكس مدى النفوذ الثقافي والتجاري الفينيقي في بلاط المملكة الإسرائيلية. إلى جانب ذلك، اكتُشف نحو 70 أوستراكا (رقيم فخاري مكتوب) في السامرة أيضًا، تحمل سجلات تجارية لإيصالات تسليم زيت الزيتون والنبيذ إلى خزائن الملك خلال النصف الأول من القرن الثامن ق.م. ورغم أن هذه السجلات داخلية، إلا أنها تظهر ازدهار اقتصاد المملكة وربما صلاتها التجارية؛ إذ كانت تلك المنتجات الزراعية ذات قيمة للتصدير إلى مدن الساحل الفينيقي مقابل الحصول على سلع فاخرة. وفي المواقع الإسرائيلية الأخرى، عُثر على قطع فخارية فينيقية وأختام وتمائم تحمل طابعًا فينيقيًا، ما يدل على حركة تبادل تجاري وثقافي نشطة بين الشعبين. من جهة أخرى، تقدم النقوش الآشورية المعاصرة شهادات مهمة عن المشهد السياسي الذي جمع إسرائيل وفينيقيا. فلوحة الملك شلمنصر الثالث (القرن التاسع ق.م) المعروفة بمسلة "البوابة الملتوية" وقطع برونزية من بوابات قصره في مدينة بلاوات في العراق حاليا، تصوّر مشهد تلقّي الملك الآشوري جزية من وفود مدينة صور وصيدون ومن ملك إسرائيل ياهو معًا.
كما يشرح نقش آشوري آخر كيف جلب رسل صور وصيدون كميات كبيرة من الأخشاب الثمينة التي يشتهر بها جبل لبنان ومنتجاتهم البحرية كالهدايا لملك آشور المنتصر. هذه النقوش الخارجية المحفوظة في متاحف مثل البريطاني واللوفر – تؤكد بما لا يدع مجالًا للشك تفاعل إسرائيل وفينيقيا جنبًا إلى جنب في مواجهة التوسع الآشوري، سواء بالمقاومة المشتركة أو بدفع الجزية سويًا. وإلى جانب السجلات الآشورية، لدينا شذرات من السجل الفينيقي نفسه: فقد نقل المؤرخ يوسيفوس عن مناندرس أخبارًا من أرشيف صور الملكي، تذكر إنشاء حيرام الأول لمشاريع عمرانية في صور والتراسل الذي جرى بينه وبين الملك سليمان، بل وتورد تقليدًا حول تبادل الألغاز بين الملكين كدلالة على العلاقة الودية بينهما. وعلى الرغم من ضياع أغلب تلك السجلات المحلية، إلا أن اقتباسات المؤرخين اللاحقين تكشف مصداقية وجود تواصل موثق ورسمي بين إسرائيل والفينيقيين في العصر الحديدي. كذلك تشهد حجر موآب المؤرخة إلى القرن التاسع ق.م على تشابك مصائر ممالك المنطقة، إذ تذكر انتصارات ملك موآب على بيت عُمري ملك إسرائيل، وفي سياقها إشارة ضمنية إلى تحالفات إقليمية ربما شملت دعمًا فينيقيًا لإسرائيل (رغم أن الحجر يتحدث من وجهة نظر موآبية معادية لإسرائيل). مجمل هذه الأدلة الأثرية والنصوصية (العاجيات، الأوستراكا، النقوش الآشورية، شهادات المؤرخين) ترسم صورة أوضح للعلاقات الفعلية بين إسرائيل والفينيقيين بمعزل عن سردية الكتاب المقدس، وتؤكد أن تلك العلاقات كانت ذات وجود تاريخي ملموس وتبادل مادي وثقافي حقيقي بين الحضارتين.

## التأثيرات المتبادلة في الفن والعبادة والاقتصاد
انبثقت عن العلاقات الوثيقة بين مملكة إسرائيل القديمة والفينيقيين سلسلة من التأثيرات المتبادلة في مجالات الثقافة والدين والاقتصاد، تركت بصماتها على كلا المجتمعين خلال الألفية الأولى قبل الميلاد. فمن الناحية الفنية والحضارية، كان للتواصل مع الفينيقيين أثر بالغ في تطور الفنون الإسرائيلية. استقدم ملوك إسرائيل البنّائين والحرفيين الفينيقيين لبناء صروحهم وقصورهم، فانعكست الأنماط المعمارية الفينيقية في مباني المملكة، ولا سيما في هيكل سليمان الذي جاءت تصميماته وعناصره الزخرفية متأثرة بنماذج المعابد الكنعانية في صور وجبيل. كما تسربت الزخارف الفينيقية إلى الآثار الفنية الإسرائيلية؛ فالمنحوتات العاجية وقطع الأثاث المزين التي عُثر عليها في السامرة وجازر ومجيدو تحمل رموزًا وأشكالاً (كأبي الهول المجنح والنقوش النباتية) مشابهة لتلك الموجودة في فينيقيا. ويرجح الباحثون أن حرفيي فينيقيا المهرة المشهورين في حفر العاج وصياغة المعادن وصناعة الصباغ الأرجواني، إما عملوا مباشرة في مدن إسرائيل، أو أن منتجاتهم وصلت عبر التجارة إلى نخبة المجتمع الإسرائيلي، مما أدى إلى انتشار الذوق الفني الفينيقي هناك.
أما على الصعيد الديني والعبادي، فقد كان للتفاعل بين الشعبين أثر متبادل ولكن متفاوت. تأثرت إسرائيل بالمعتقدات الكنعانية الفينيقية بشكل ملحوظ خلال فترات معينة، خاصةً في عصر الملك أخآب وعقيلته الصيدونية إيزابل. أدخلت إيزابل معها عبادة الإله بعل (إله العاصفة والخصب الفينيقي) والإلهة عشتروت إلى مملكة إسرائيل، وشجّعت إقامة طقوسهما وبناء المعابد لهما في الأراضي الإسرائيلية. تفيد النصوص أن معبدًا لبعل أقيم في السامرة خلال القرن التاسع ق.م، كما ازداد عدد كهنة البعل وعشتروت بدعم ملكي في ذلك العهد. وقد أثار هذا التأثير الديني الفينيقي صراعًا دينيًا داخل إسرائيل بين أنصار عبادة إله إسرائيل وأنصار العبادة الكنعانية، تجلى في سرديات أنبياء مثل إيليا الذين قاوموا نفوذ البعل. على الجانب الآخر، تأثر الفينيقيون أيضًا ببعض المعتقدات والممارسات القادمة من إسرائيل وجيرانها. فمع أن مدن فينيقيا بقيت على عبادتها متعددة الآلهة التقليدية، تشير بعض الدراسات إلى احتمال تأثر فكرها الديني بمفاهيم التوحيد لاحقًا خلال الاحتكاك ببني إسرائيل ويهودا في الفترات اللاحقة خاصة بعد سبي بابل ووجود جماعات يهودية في فينيقيا. لكن يبقى التأثير الأوضح في اتجاه إسرائيل من ناحية إدخال الآلهة الفينيقية في عبادتها الرسمية والشعبية فترة من الزمن.
اقتصاديًا، كانت العلاقات التجارية بين المملكتين من أكثر الروابط رسوخًا وتأثيرًا. اعتمدت المدن الفينيقية الساحلية على المنتجات الزراعية من الأراضي الإسرائيلية وما جاورها لتلبية احتياجاتها الغذائية، نظرًا لمحدودية أراضيها الزراعية. وقد زودت إسرائيل جارتها فينيقيا بمنتجات مثل الحبوب وزيت الزيتون والنبيذ بكميات كبيرة، وهو ما أكدته التوراة وسجلات تاريخية لاحقة عن إرسال الملك سليمان القمح وزيت الزيتون سنويًا إلى صور. في المقابل، صدّرت فينيقيا إلى إسرائيل أخشاب الأرز والسرو العالية الجودة التي اشتهرت بها جبال لبنان، إضافة إلى السلع الفاخرة والمصنوعات الحرفية. وشملت الواردات الفينيقية إلى الأسواق الإسرائيلية أيضًا الأقمشة المصبوغة بالأرجوان الصوري الثمينة، والتي كانت رمزًا للرقي والثراء في تلك الحقبة. وتشير الأدلة الأثرية إلى وصول الخشب الفينيقي حتى أورشليم، سواء في هيكل سليمان أو قصور الملوك، إذ عُثر على بقايا أخشاب أرز لبنانية ضمن طبقات البناء في مواقع بالقدس تعود للفترة الملكية (تحالف حيرام أبي مع سليمان بقلم الكاهن شارل كساب). كما تم تداول المعادن عبر هذه الشبكة التجارية؛ فالفينيقيون الذين تحكموا في طرق التجارة المتوسطية جلبوا النحاس والقصدير من قبرص والأناضول، وربما وجد بعضها طريقه إلى إسرائيل عبر قوافل التجار الفينيقيين. أضف إلى ذلك أن الإسرائيليين والفينيقيين اشتركوا في مشروعات تجارية بحرية بعيدة المدى. فأسطول ترشيش الذي أطلقه سليمان من ميناء عصيون جابر (إيلات) على البحر الأحمر، كان بتعاون فينيقي إسرائيلي واستطاع جلب الذهب والعاج والقرود والطواويس خلال رحلات استكشافية طويلة، مما يدل على تكامل الموارد: خبرة ملاحي فينيقيا مع ثروات ومبادرات إسرائيل. ولا يخفى أن المدن الفينيقية استفادت اقتصاديًا من مرور القوافل الإسرائيلية عبر أراضيها إلى موانئ البحر المتوسط، حيث كانت تفرض ضرائب أو رسوم عبور تساهم في ازدهارها. وبالمقابل استفادت إسرائيل، وهي دولة حبيسة بحرّيًا باستثناء موانئ محدودة، من مرافئ صور وصيدون لانفتاحها على التجارة الدولية وجلب بضائع لا تنتج محليًا.